# Thomas Wayland Vaughan
Thomas Wayland Vaughan (Jonesville, 20 settembre 1870 – Washington, 16 gennaio 1952) è stato un geologo e oceanografo statunitense.
Collaborò con United States Geological Survey e United States National Museum, indagando sulla geologia delle Indie occidentali, della zona del canale di Panama e della costa orientale dell'America del Nord. Nel 1924 Vaughan divenne direttore dello Scripps Institution of Oceanography e ricoprì l'incarico fino al suo pensionamento nel 1936. Il suo lavoro di ricerca si concentrò sullo studio dei coralli e delle barriere coralline, sull'investigazione di foraminiferi più grandi e sull'oceanografia.